# Otto Nikolai von Freymann

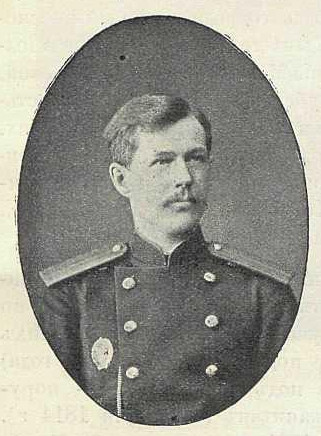
Otto Nikolai Julius Samuel von Freymann (als Oberst)

Otto Nikolai Julius Samuel von Freymann a.d.H. Nursie (russisch: Отто Рудольфович фон Фрейман; * 17. September 1849 in Kiew; † 4. Januar 1924 in Helsingfors) war ein russischer Generalmajor und Lehrer. Er stammte aus dem Baltikum und lebte später in Finnland. 

## Militärische Laufbahn
Otto Nikolai wurde 1862 mit dem Eintritt in das Pagenkorps in die militärischen Dienste des russischen Zaren aufgenommen und 1867 Kammerpage. In dieser Verwendung wurde er auch, während der Hochzeitsfeierlichkeiten des Großfürsten und späteren Zaren Alexander III. mit der Prinzessin Dagmar von Dänemark, dem Großherzog von Sachsen-Weimar Karl Alexander zugeteilt.
Am 12. Juni 1868 wurde er zum Fähnrich befördert und in das Leibgarde-Gatschisch-Regiment versetzt. Es folgten 1870 und 1873 die Beförderungen zum Secondeleutnant und zum Premier-Leutnant. Nach der Generalstabsausbildung in der Nikolai-Generalstabsakademie wurde er 1875 wieder zu seinem vorherigen Regiment abgeordnet und zum Stabskapitän befördert. 
Seine ersten Kriegserfahrungen sammelte er 1877/78 im Kaukasus im Kampf gegen die Türken, er war nun Angehöriger des 16. Mingrelischen Grenadierregiments, welches unter dem Kommando des Großfürsten Dimitri Konstantinowitsch stand. Nach der erfolgten russischen Mobilmachung kehrte Otto Nikolais in sein Stammregiment zurück, welches zwischenzeitlich in Bulgarien stationiert war. Ab dem 16. Oktober 1877 wurde er im Stab des West-Detachements von Plawa eingesetzt und wechselte am 18. Februar 1878, mit dessen Auflösung, in das Ost-Detachement. 1878 erfolgte die Beförderung zum Kapitän und gleichzeitig wurde er in Bulgarien dem russischen Generalgouverneur Alexander Michailowitsch Dondukow-Korsakow, als dienstgradältester Stabsadjutant, zur besonderen Verfügung unterstellt. Danach versah er den Dienstposten des dienstgradältesten Adjutanten im Stab der russischen Besatzungsarmee in Bulgarien und wurde 1879 zum Chef der Kommandanturverwaltung der Besatzungstruppen ernannt. In dieser Verwendung war er mit dem Aufbau eines bulgarischen Heeres betraut worden. Nachdem die Kommandanturverwaltung 1879 aufgelöst worden war, wurde er auf eigenen Wunsch vom Dienst freigestellt. 
1880 wurde er reaktiviert und kommandierte vom 26. Juli 1880 bis zum 30. September 1884 im Range eines bulgarischen Oberstleutnants die 13. Infanterie-Druskina. Ab November 1886 wurde er als Ausbilder und Lehrer im Rang eines russischen Oberstleutnants zum Finnländischen Kadettenkorps kommandiert. Es folgte 1887 die Beförderung zum Oberst, mit der Auflösung dieser Ausbildungsanstalt wurde er 1903 zum Generalmajor befördert und gleichzeitig in den Ruhestand, mit dem Privileg des Uniformtragens, versetzt.

## Lehrer und Musikförderer

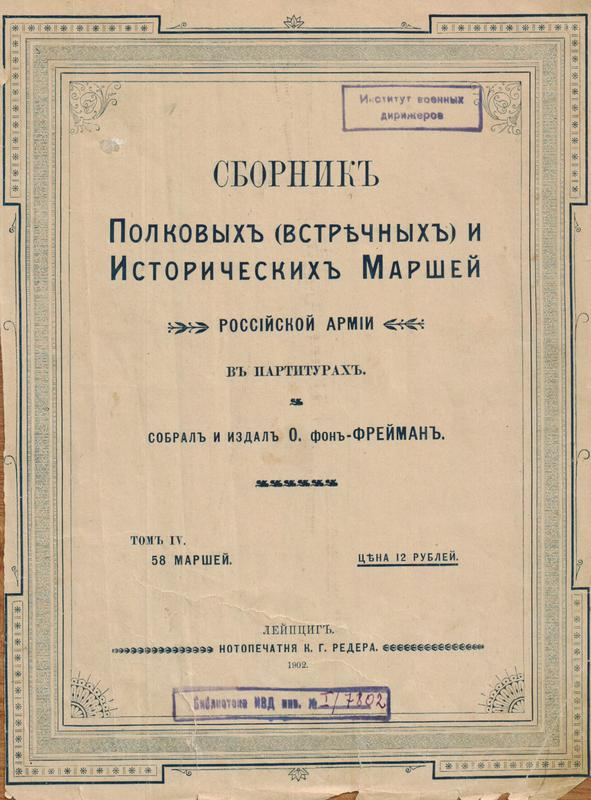
4. Band (1902) seiner in Leipzig bei C. G. Röder hergestellten 4-bändigen Sammlung der Regiments- (Präsentier-) und historischen Märsche der Russischen Armee (Сборник полковых (встречных) и исторических маршей) in Partituren

Da in dieser Zeit russische Offiziere ohne große finanzielle Unterstützung in den Ruhestand gingen und leben mussten, war es für Otto Nikolaus von großer Bedeutung mit dem „Privileg zum Tragen der Uniform“ und der damit verbundenen finanziellen Absicherung zu leben. Er trug ausschließlich Uniform und besaß keine Zivilkleidung. 1904 wurde er als Lehrer an das Lyzeum in Frederikshamn berufen. Als Kenner und Liebhaber der Militärmusik erlangte er Anerkennung und wurde in die Prüfungskommission für Militärchöre berufen. Er förderte die Ausbildung und materielle Situation von militärischen Kapellmeistern. Otto Nikolaus beherrschte die deutsche, russische und schwedische Sprache. Er verstarb im Alter von 74 Jahren in Helsingfors.

## Auszeichnungen
- 1877 Russischer Orden der Heiligen Anna (3. Klasse mit Schwertern und Band)
- 1878 Orden des Heiligen Wladimir  (4. Klasse mit Schwertern und Band)
- 1879  Russischer Sankt-Stanislaus-Orden#Russischer Orden (2. Klasse)
- 1882 Russischer Orden der Heiligen Anna (2. Klasse)
- 1882 Bulgarischer St. Alexander-Orden (4. Klasse)
- 1890 St. Wladimirorden 3. Klasse
- Bronzemedaille zur Erinnerung an den Krieg 1877–1878.

## Herkunft und Familie
Otto Nikolaus stammte aus dem baltischen Adelsgeschlecht von Freymann, er war der Sohn des russischen Generalleutnants Rudolph Karl Ernst von Freymann (1861–1906) und seiner Gattin Elisabeth Wilhelmine Christine von Schwarz (* 1849). Seine Brüder waren die russischen Generale Nikolai Konstantin von Freymann (1851–1904) und Eduard Karl von Freymann (1855–1920). Am 17. März 1880 heiratete Otto Nikolaus Hildur Johanna Neovi (* 1855), Tochter des Lehrers der Mathematik am Kadettencorps in Fredrikshamn Generalmajor Eduard Neovius und der Elise Gustafva Krogius. Aus dieser Ehe sind folgende Kinder geboren worden: 
- Ernst Felix von Freymann (* 1881 in Loveza Bulgarien; † 19. Juli 1950 in Lüneburg), Industrieller und finnischer Freiheitskämpfer
- Hildegard Johanna (* 9. Mai 1882), Elsa Leonie (* 13. Juli 1884), Olga Margarethe (* 13./25. Februar 1886) und Ingrid Charlotte (* 20. Juli 1888)